# Колтогорская
Колтогорская — река в Томской области России. Устье реки находится в 76 км по левому берегу реки Ларъёган. Длина реки составляет 52 км, площадь водосборного бассейна 452 км². В 14 км от устья по правому берегу — приток — Колтогорский Развилок.

## Данные водного реестра
По данным государственного водного реестра России относится к Верхнеобскому бассейновому округу, водохозяйственный участок реки — Обь от впадения реки Васюган до впадения реки Вах, речной подбассейн реки — Васюган. Речной бассейн реки — (Верхняя) Обь до впадения Иртыша.